# ستيلا ماكارتني
ستيلا نينا ماكارتني (بالإنجليزية: Stella Nina McCartney)‏ ولدت في 13 أيلول (سبتمبر) 1971، وهي مصممة أزياء واختصاصية بيئية في مجال صناعة الموضة، وهي إنجليزية الجنسية. ستيلا هل ابنة مغني فرقة البيتلز السابق بول ماكارتني والمصورة الأمريكية وناشطة حقوق الحيوان ليندا ماكارتني.

## حياتها
ستيلا هل ثاني أبناء مغني البيتلز بول ماكارتني والمصورة الأمريكية ليندا ماكارتني. وقد سميت بهذا الاسم نسبة إلى جدتي أمها (إذ كان اسم جدتي ليندا ماكارتني الاثنتين "ستيلا"). في طفولتها، جالت ستيلا مع أشقائها حول العالم لارتباطات الأسرة بالفرقة الموسيقية فرقة الأجنحة التي قدمت موسيقى البوب. يقول والدها أن اسم الفرقة اختير من ظروف ولادة ستيلا العسيرة، إذ ولدت ستيلا في قسم العمليات القيصرية، في حين كان هو خارج غرفة العملية يدعو الله أن تولد طفلته على "جناحي ملاك""، ثم زاولت فرقة الأجنحة أنشطتها بعد ولادة ستيلا بفترة قصيرة منذ عام 1971 وحتى عام 1980.
على الرغم من شهرة العائلة، إلا أنهم أرادوا لأبناءهم أن يعيشوا حياة طبيعية ما أمكن، لذا درست ستيلا وإخوانها في المدارس المحلية مقاطعة ساسيكس الشرقية. تقول ستيلا أنها وقعت ضحية البلطجة في تلك المدارس  في حين أنها كانت تمارس البلطجة بنفسها.

## المهنة

### البدايات
ولدت ستيلا وأنشأت في لندن والريف الإنجليزي، وتخرجت من كلية سنترال سان مارتينز عام 1995. تميّز أسلوبها في الخياطة بالحدة والثقة الطبيعية والأنوثة وقد انعكس ذلك بوضوح على مجموعتها الأولى. عام 1997، عينت مديرة لقسم الإبداع في دار كلويه ‏ في باريس.
أصبحت ستيلا مهتمة بتصميم الملابس في شبابها. في سن الثلاثين، صنعت معطفها الأول. بعد ذلك بثلاث سنوات، عملت مع كريستيان لاكروا في تصميم مجموعة الأزياء الأولى الخاصة به، وقد شحذت مهاراتها في العمل لإدوارد سيكستون الخياط الخاص بوالدها لعدد من السنوات.
تأسست ستيلا ماكارتني أول الأمر في كلية رافنسبورن للتصميم والاتصالات، ثم درست تصميم الأزياء في كلية سان مارتينز الوسطى للفنون والتصميم في بدايات التسعينيات. كانت المجموعة التي قدمتها كمشروع تخرج عام 1995 قد عرضت من قبل بعض العارضات الشهيرات كنعومي كامبل وياسمين لو بون وكيت موس مجاناً. وقد كان العرض حديث الساعة وتصدر عناوين الصحف، وقد بيعت المجموعة كاملة لبوتيك طوكيو في لندن. صممت ستيلا عام 1998 فستان زفاف شقيقتها ماري ماكارتني.
نظراً لكونها نباتية، فهي لا تستخدم أي جلود أو فراء في تصاميمها. فهي تدعم منظمات حقوق الحيوان.
تتضمن بعض تصاميم ستيلا نصوصاً توضح سياستها «لا لاستخدام الحيوانات»؛ على سبيل المثال، طبعت العبارة التالية على كم سترة صممتها لأديداس: «مناسب للرياضيين النباتيين». كما أنها لا تستخدم في تصاميمها الصوف أو الحرير أو أي أقمشة مشتقة من الحيوانات.
في آذار 1997، عينت مديرة لقسم الإبداع لدى دار أزياء كلويه ‏. وقد حازت تصاميمها على نجاح تجاري عظيم.

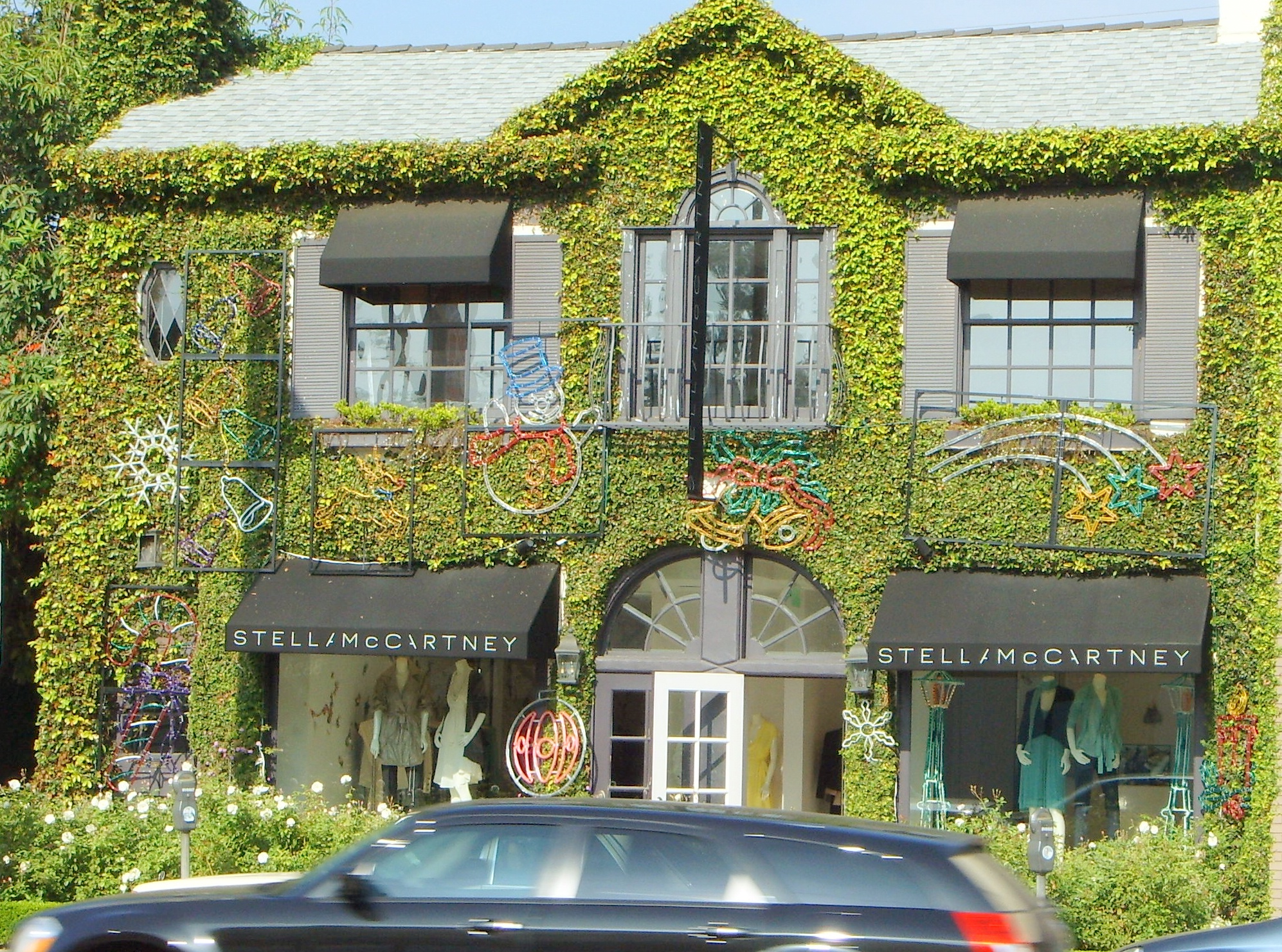
متجر ستيلا ماكارتني في بيفرلي هيلز

عام 2001، أسست ستيلا ماكارتني دار أزياء خاصة بها وباسمها الشخصي في مشروع مشترك مع مجموعة غوتشي وعرضت مجموعتها الأولى في باريس. تدير ستيلا الآن 17 متجراً في عدة مواقع منها سوهو - مانهاتن، ماي فير - لندن، منطقة هوليوود الشرقية في لوس أنجلوس، باريس، ميلان، روما، ميامي. وتوزع مجموعاتها في أكثر من 50 دولة.
عام 2003، أطلقت ستيلا ماكارتني عطرها الأول وقد أسمته «ستيلا».
في كانون الثاني (يناير) 2007، أطلقت ستيلا مجموعة العناية بالبشرة وأسمتها "CARE". وقد استخدم في تصنيعها مواد عضوية 100%. وتتضمن المجموعة 7 منتجات منها كريم تنظيف الوجه المصنعة من الليمون والمشمش والشاي الأخضر وخشب الزيزفون وماء الزهر.
عام 2008، أطلقت مجموعة لينجيري جديدة.
عام 2010، أطلقت مجموعة للأطفال تتضمن المواليد الجدد والأطفال حتى 12 عاماً.

### الأعمال المشتركة
عام 2004، صممت ستيلا ملابس لمادونا لجولتها المسماة «جولة إعادة الاكتشاف» ولآني لينوكس لجولتها الصيفية وأزياء لكل من غوينيث بالترو وجود لويس خصيصاً لفيلم كابتن السماء وعالم الغد.

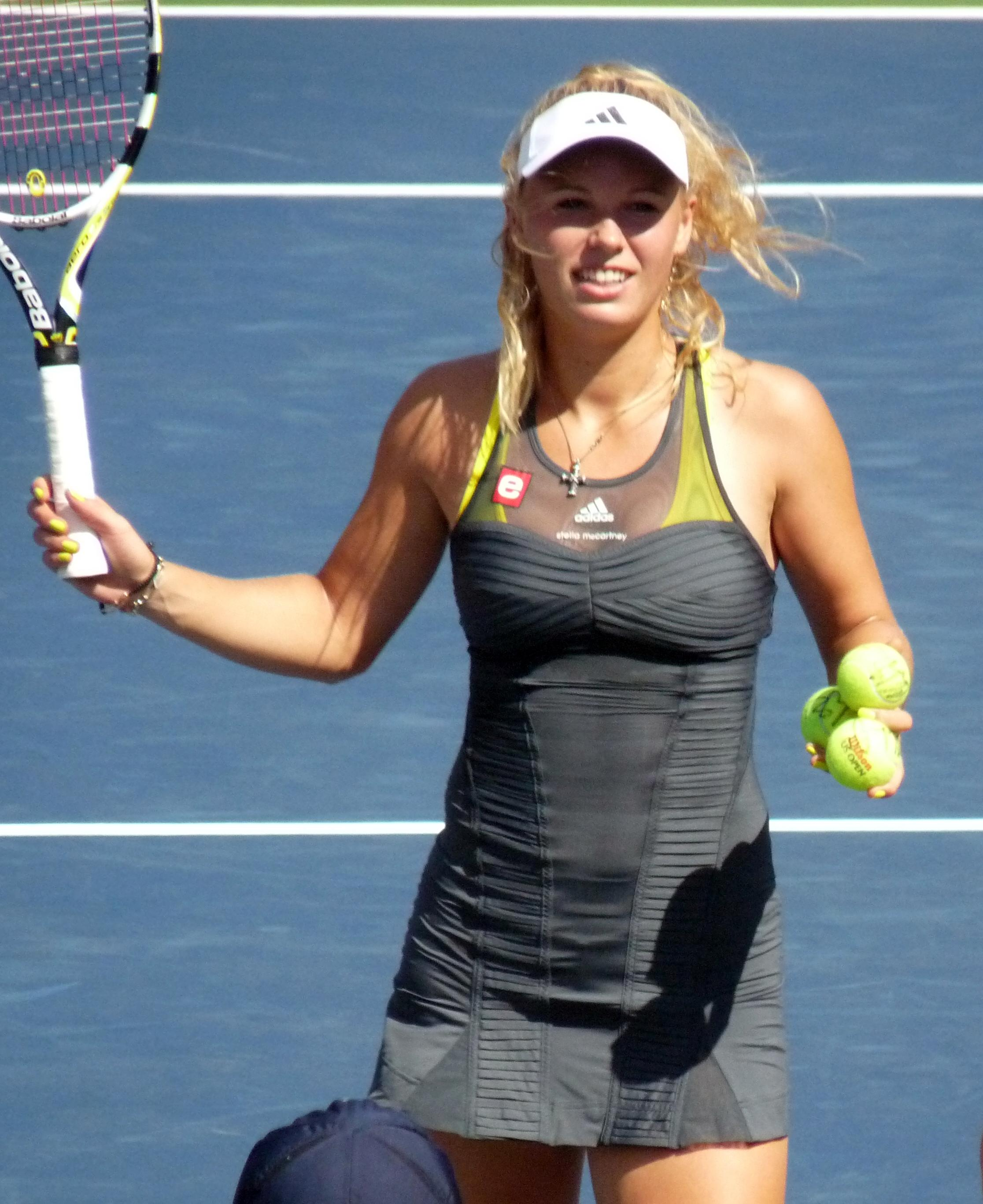
يمكن قراءة اسم "ستيلا ماكارتني" تحت شعار أديداس الذي ترتديه كارولين فوزنياسكي في بطولة أمريكا المفتوحة للتنس عام 2010.

عام 2004، أطلقت ستيلا أيضاً خطاً مشتركاً مع أديداس، ما أسس لعلاقة عمل طويلة الأمد. ويتضمن هذا الخط مجموعة رياضية للمرأة. تعرضت هذه المجموعة للعديد من الانتقادات اللاذعة، لكنها حققت نجاحات منذ ذلك الحين، إذ أطلقت ملابس خاصة للرياضيين بما في ذلك ملابس الركض والتمرّن واليوغا والتنس والسباحة والغولف والرياضات الشتوية. في أيلول (سبتمبر) 2010، عينت أديداس ستيلا مديرة الإبداع للمنتخبات البريطانية في الألعاب الأولمبية 2012 وهي المرة الأولى في تاريخ الألعاب الأولمبية التي تصمم فيها مصممة أزياء شهيرة ملابس المنتخبات الوطنية المشاركة في كل المنافسات للألعاب الأولمبية والألعاب الأولمبية الخاصة بالمعاقين.
عام 2005، صممت ستيلا مجموعة من الملابس والإكسسوارات لـ H&M لنشر علامتها التجارية وتوفير خيارات أكثر لمعجبيها. أطلقت المجموعة في شهر تشرين الثاني من 2005 وبيعت مباشرة في يوم إطلاقها في زمن قياسي. في آذار (مارس) 2007، أطلقت مجموعة شملت 42 قطعة فقط وقد كانت حصرية لمتاجر تافيتا في أستراليا. وكانت أسعارها تتراوح من 30 دولار للوشاح الحريري إلى 200 دولار للمعاطف الواقية.
عام 2008، أطلقت مجموعة من حقائب اليد لصالح LeSportsac تضمنت 30-40 تصميماً وتراوحت أسعارها من 200-500 دولار.
منذ بدء علامتها التجارية الخاصة، تعاونت ستيلا في عدد من المشاريع من العديد من الفنانين منهم غاري هوم ور. كرمب وجيف كوونز ودافيد ريمفراي وإد روتشا.
عام 2010، أعلنت ستيلا أنها ستتعاون مع شركة ديزني لإنشاء مجموعة مجوهرات مستوحاة من أليس في بلاد العجائب.
في تشرين أول (أوكتوبر) 2010، أعادت ستيلا إطلاق مجموعة Target بأسعار تراوحت من 30-249 دولار. لكنها لم تكن بشهرة الإصدار الأول.
في 2011، شاركت ستيلا في عرض أزياء The Brandery في برشلونة
في أيلول (سبتمبر) 2011، ظهرت تصاميم أزياء ستيلا ماكارتني في باليه مدينة نيويورك مملكة المحيط في نيويورك.

## الجوائز
حازت ستيلا ماكارتني على العديد من الجوائز على إنجازاتها في عالم الأزياء والوعي الاجتماعي، منها: جائزة مصمم العام من مجلة فوغ عام 2000، نيويورك، وقد قدم بول ماكارتني الجائزة لإبنته. عام 2000 صممت ستيلا فستان زفاف المغنية مادونا وحصلت على جائزة سيدة الشجاعة لعملها ضد السرطان؛ حصلت على جائزة أفضل مصممة لعام 2004 في لندن؛ جائوة تشريف النجوم عام 2003، وغيرها من الجوائز.

## الانتقادات
في تشرين الثاني (نوفمبر) 2007، صممت ستيلا عقداً من الفضة يمثل ساقاً واحدة، وقد أراد به الهجوم على زوجة أبيها هيثر ميلز والتي كانت قد هجرته. وقد اعتقدت المهتمون بعالم الأزياء أن تصميم العقد كان «انفعالياً وغير مرتب».

## الحياة الشخصية
تزوجت ستيلا الناشر البريطاني أليساندر ويليس عام 2003 في جزيرة بوت. وقد كان فستان زفافها نسخة محدّثة عن فستان زفاف والدتها. ولها 4 أطفال.
لستيلا أخت غير شقيقة واسمها بياتريس مواليد عام 2003 وقد أنجبها بول ماكارتني من زوجته الثانية هيثر ميلز.

## وصلات خارجية
- ستيلا ماكارتني على موقع IMDb (الإنجليزية)
- ستيلا ماكارتني على موقع الموسوعة البريطانية (الإنجليزية)
- ستيلا ماكارتني على موقع مونزينجر (الألمانية)
- ستيلا ماكارتني على موقع ميوزك برينز (الإنجليزية)
- ستيلا ماكارتني على موقع قاعدة بيانات الفيلم (الإنجليزية)
- الموقع الرسمي
- أديداس من ستيلا ماكارتني
- ملف مجلة «هالو»
- Bloomberg - Meatpacking District Draws Levi’s, Loses McCartney
- "YSL and Balenciaga Will Be Joining Stella McCartney in Soho" Racked
- ستيلا ماكارتني على موسوعة بريتانيكا
- ستيلا ماكارتني – العلامة التجارية وبيانات الشركة في دليل عرض الأزياء